# 大日本主義
大日本主義（だいにほんしゅぎ）とは、日本が支配領域を海外にまで広げ、国土の増大や経済などの繁栄を目指すという主義。この言葉は小日本主義と対比する目的で三浦銕太郎や石橋湛山ら東洋経済新報社によって主に使われ、反意語は小日本主義である。
東洋経済新報社は英国の二大経済誌「The Economist」「The Statist」を模範とし、健全な個人主義に基づく自由主義・民主主義・平和主義・国際協調主義を主張しており、第二代主幹である天野為之（のち早稲田大学学長）はジョン・スチュアート・ミルの経済思想の継承において「自由放任経済」「反帝国主義」を唱えるアダム・スミスの小英国主義と通底する思想を展開した。第四代の主幹である三浦銕太郎は天野の小英国主義を継承し小日本主義へと転化させた。小日本主義は、武断的な専制政治や対外膨張主義をとる所謂「大日本主義」「大アジア主義」を排し、アンチテーゼとして日本の主権的領土を本土四島に限定し、経済的合理主義に立脚し平和的に発展を遂げることを標榜する。この小日本主義を仏教哲学やプラグマティズム、自由主義の思想的枠組みから近代化・先鋭化させたのが石橋湛山（のち第五代主幹）であり、移民不要論や満州放棄、台湾朝鮮独立など植民地放棄論を展開し、第一次世界大戦に反対を唱えた。この主張は言論界では唯一東洋経済新報のみであった。
昭和初期には全国大日本主義同盟という政治団体が存在した。